# Sara Martin
Sara Martin, (Louisville, 1884. június 18. – Louisville, 1955. május 24.) amerikai blues- és vaudeville-énekesnő. Korának az egyik legnépszerűbb klasszikus bluesénekesnője volt. Számos lemezelvételt készített, köztük néhányat Margaret Johnson vagy Sally Roberts néven. Zenészpartnere volt mások mellett Sidney Bechet és King Oliver is. A klasszikus bluesénekesek közül ő volt az egyik legtöbbet lemezre vett előadó.

## Pályafutása
Sara Martin Sara Dunn néven született a Kentucky állambeli Louisville-ben, és 1915-re már az afroamerikai vaudeville-színházakban énekelt. Háromszor ment férjhez, először Christopher Woodenhez, 16 évesen. Christopher Wooden 1901-ben halt meg. Másodszor Abe Burtonhoz ment feleségül. Az ő halála után Hayes Buford Withershez ment feleségül.
Sikeres lemezkarrierjét 1922-ben kezdte, amikor leszerződtette az Okeh Records. Az 1920-as években olyan előadókkal turnézott és készített lemezeket, mint Fats Waller, Clarence Williams, King Oliver és Sylvester Weaver. Valószínűleg ő volt az első, aki 1922-ben felvette a híres „'T'aint Nobody's Bus'ness if I Do” című bluest. Fats Waller zongorán kísérte.
A színpadon drámai előadásmódjáról és pazar jelmezeiről volt ismert, amelyeket koncertenként kétszer-háromszor cserélt.
Daphne Duval Harrison bluestörténész szerint „Martin hajlamosabb volt lendületesebb, táncolhatóbb ritmusokat használni, mint néhány társa... Amikor hagyományos bluest énekelt, a hangja és a stílusa gazdagabb, mélyebb tulajdonságokkal rendelkezett, amelyek érzékenységben és hangulatban illeszkedtek a tartalomhoz: a „Mean Tight Mama” és a „Death Sting Me” a blueséneklés csúcspontjához közelített”.
Az 1920-as évek végén New Yorkban, Detroitban, Pittsburgh-ben, Kubában, Jamaicában és Puerto Ricoba-ban lépett fel. Szerepelt a „Hello Bill” című filmben 1929-ben. Utolsó jelentős színpadi fellépése a Darktown Scandals Review című műsorban volt 1930-ban. Gospelénekesnőként 1932-ben Thomas A. Dorsey-val lépett fel. ezt követően a már csak a zeneiparon kívül dolgozott: egy idősek otthonát vezette Louisville-ben.
Martin 1955. májusában hunyt el Louisville-ben, szélütés következtében.

## Albumok
- The „Famous Moanin’ Mama”
- Complete Recorded Works, Vol. 3 – 1924–1925
- Fats Waller: Fats Waller, 1922–1926
- Clarence Williams: Complete Sessions, Vol. 1 (EPM/Hot 'N' Sweet)
- 1966: Complete Recorded Works In Chronological Order, Volume 1 (1922-1923)
- 1996: Complete Recorded Works In Chronological Order, Volume 2 (1923-1924)
- 1996: Complete Recorded Works In Chronological Order, Volume 3 (1924-1925)
- 2000: Complete Recorded Works In Chronological Order, Volume 4 (1925-1928)

## Filmek
- 1929: Hello Bill

## Fordítás
- Ez a szócikk részben vagy egészben  a   Sara Martin című angol Wikipédia-szócikk ezen változatának fordításán alapul.  Az eredeti cikk szerkesztőit annak laptörténete sorolja fel. Ez a jelzés csupán a megfogalmazás eredetét és a szerzői jogokat jelzi, nem szolgál a cikkben szereplő információk forrásmegjelöléseként.